# Bettendorf (Luksemburg)
Bettendorf (lb. Bettenduerf) − gmina (gemeng / commune / Gemeinde) w środkowym Luksemburgu, w kantonie Diekirch. Do 3 października 2015 gmina leżała w dystrykcie Diekirch. Leży nad rzeką Sûre.

## Podział administracyjny
Do gminy należy 15 miejscowości, w tym cztery (Uertschaft) oraz jedenaście lieu-dit:
1. Bettendorf (Bettenduerf)
2. Bildgeshaff, lieu-dit
3. Bleesbruck (Bleesbréck / Bleesbrück), lieu-dit
4. Broderbour (Brouderbuer), lieu-dit
5. Clemenshof (Clemenshaff), lieu-dit
6. Gilsdorf (Gilsdref)
7. Hirtzenhof (Hierzenhaff), lieu-dit
8. Keiwelbach (Keiwelbaach)
9. Kempchen, lieu-dit
10. Mëtschenhaff, lieu-dit
11. Moestroff (Méischtref / Möstroff)
12. Mouschberg (Mouschbierg), lieu-dit
13. Schréideschhaff, lieu-dit
14. Seltz (Selz), lieu-dit
15. Tschiddeschmühle (Tschiddeschmillen), lieu-dit